# Lieselotte Schweikert
Lieselotte Schweikert (* 11. August 1937 in Duisburg; † 3. Mai 2020) war eine deutsche Politikerin (FDP). Sie war von 1998 bis 2001 Mitglied des baden-württembergischen Landtags.

## Leben und Beruf
Nach der Volksschule in Edingen absolvierte Lieselotte Schweikert eine Ausbildung zur technischen Zeichnerin. Sie war bis 1990 berufstätig und ging 1997 in Rente. Schweikert war verheiratet und hat zwei Kinder.
Am 3. Mai 2020 starb Lieselotte Schweikert im Alter von 82 Jahren.

## Politik
Schweikert trat 1975 in die FDP ein und wurde Schatzmeisterin des Ortsverbands Edingen-Neckarhausen, 1994 stellvertretende Vorsitzende und 1999 Vorsitzende. 1976 wurde sie stellvertretende Vorsitzende des Kreisverbands Rhein-Neckar und von 1983 bis 1989 war sie Europabeauftragte des baden-württembergischen Landesverbandes. Seit 1980 gehörte sie dem Gemeinderat von Edingen-Neckarhausen an, seit 1984 war sie ehrenamtliche Bürgermeisterstellvertreterin. Von 1984 bis 1999 war sie Mitglied des Kreistages des Rhein-Neckar-Kreises und dort stellvertretende Vorsitzende der FDP-Fraktion. 1998 rückte sie für Hans Freudenberg in den Landtag von Baden-Württemberg nach, in dem sie ein Zweitmandat des Wahlkreises Weinheim vertrat und Mitglied des Petitionsausschusses war. Bei der Landtagswahl 2001 scheiterte sie knapp am Wiedereinzug. 2004 bis 2007 war Schweikert erneut Kreisrätin des Rhein-Neckar-Kreises.

## Ehrungen
Lieselotte Schweikert wurde mit dem Bundesverdienstkreuz am Bande und der Ehrennadel des Gemeindetags Baden-Württemberg ausgezeichnet.